# Crouch End Festival Chorus
Crouch End Festival Chorus (CEFC) je symfonický sbor z Crouch Endu, severního předměstí Londýna. V roce 1984 jej založili John Gregson a David Temple. David Temple je dodnes jeho dirigentem. Mimo jiné zpívají písně složené na zakázku od skladatelů jako jsou John Woolrich, Joby Talbot, Howard Haigh, Orlando Gough, David Bedford, Paul Patterson, Robert Hugill, Simon Bainbridge, Sally Beamish nebo Ian Lawrence. Sbor také spolupracoval mimo jiné s Royal Philharmonic Orchestra, London Symphony Orchestra a BBC Symphony Orchestra.